# Дзяпшипа, Ниязи Александрович
Ниязбей (Ниязи) Александрович Дзяпшипа (абх. Ӡаԥшь-иԥа Ниаз Александр-иԥа, 14 ноября 1927, Очамчира, Социалистическая Советская Республика Абхазия, Грузинская ССР, СССР — 5 января 1993, Тбилиси, Грузия) — советский футболист, центральный защитник тбилисского «Динамо». Заслуженный мастер спорта СССР (1952), Заслуженный тренер Грузинской ССР (1976).

## Биография
Представитель абхазского княжеского рода Дзяпш-Ипа. Начал играть в 1943 году в «Динамо» Очамчира, в 1945 — в «Динамо» Сухуми. Оставшуюся часть карьеры провёл в 1946—1958 годах в «Динамо» (Тбилиси). Провёл 245 матчей первенства СССР и забил 2 гола.
В 1952 году играл за вторую сборную СССР (Сборная Москвы по футболу).
В 1959—1960 годах тренировал юношеские команды Грузинской ССР, затем работал с командами класса «Б» «Динамо» и «Рица» (Сухуми), «Колхида» (Поти) и другими. В 1969—1970 годах был вторым тренером тбилисского «Динамо».
Похоронен в Тбилиси.

## Достижения
- Чемпионат СССР:

Серебряный призёр: 1951.
Бронзовый призер: 1947, 1950.
- В списке 33 лучших футболистов сезона — 4 раза (1952 — № 2, 1948, 1949, 1951 — № 3).

## Награды
- Орден «Знак Почёта» (27.04.1957) — «за успехи, достигнутые в деле развития массового физкультурного движения в стране, повышения мастерства советских спортсменов, и успешное выступление на международных соревнованиях»